# Alenka Smerkolj
Alenka Smerkolj, née le 15 décembre 1963, est une femme politique slovène, membre du SMC. Elle est ministre des Finances par intérim entre le 13 juillet et le 21 septembre 2016.